# هوپ همپتون
هوپ همپتون (انگلیسی: Hope Hampton؛ ۱۹ فوریهٔ ۱۸۹۷ – ۲۳ ژانویهٔ ۱۹۸۲) بازیگر، تهیه‌کننده فیلم و خواننده اپرا اهل ایالات متحده آمریکا بود.
از فیلم‌ها یا مجموعه‌های تلویزیونی که وی در آن‌ها نقش داشته است می‌توان به پنجاه‌پنجاه اشاره نمود.